# شعبة عليا (تصنيف)
الشعبة العليا (بالإنجليزية: Superphylum)‏ في التصنيف العلمي للأحياء هي إحدى درجات الشعبة وهي منزلة تصنيفية تندرج أسفل الفرع وتقبع بين المملكة والشعبة.وليس لها لاحقة لاتينية محددة ومن أمثلة الأقسام في الحيوانات؛ ثانويات الفم والمنبسطات واللولبيات وفي النبات النباتات الوعائية والنباتات الزهرية.